# Luya (provincie)
| Luya                                                     | Luya                                  |
| -------------------------------------------------------- | ------------------------------------- |
| Harta localizării provinciei în cadrul regiunii Arequipa |                                       |
| Informații generale                                      |                                       |
| Țară                                                     | Peru                                  |
| Regiune                                                  | Amazonas                              |
| Primar                                                   | Lic. Grimaldo Vasquez Tan (2007-2010) |
| - Capitală                                               | Lámud                                 |
| - Suprafață totală                                       | 3237 km2                              |
| - Districte                                              | 23                                    |
| Populație                                                |                                       |
| An recensământ                                           | 2005                                  |
| - Totală                                                 | 49 733                                |
| - Densitate                                              | 15,36/km2                             |
| Fus orar                                                 | UTC-5                                 |
| Sit web                                                  | http://www.muniluya.gob.pe/           |
| UBIGEO                                                   | 0105                                  |
| Modifică text                                            |                                       |

Luya este una dintre cele șapte provincii din regiunea Amazonas din Peru. Capitala este orașul Lámud. Se învecinează cu provinciile Utcubamba, Bongará, Chachapoyas și la est cu regiunea Cajamarca.

## Diviziune teritorială
Provincia este divizată în 23 de districte (spaniolă: distritos, singular: distrito):
| - Camporredondo - Cocabamba - Colcamar - Conila - Inguilpata - Lámud - Longuita - Lonya Chico - Luya - Luya Viejo - María - Ocalli | - Ocumal - Pisuquía - Providencia - San Cristóbal - San Francisco del Yeso - San Jerónimo - San Juan de Lopecancha - Santa Catalina - Santo Tomás - Tingo - Trita |